# أليكساندر-موريس ديليسل
أليكساندر-موريس ديليسل هو سياسي كندي، ولد في 1810 في مونتريال في كندا، وتوفي بنفس المكان في 13 فبراير 1880.